# Étienne Cabet
Étienne Cabet francoski filozof, utopični socialist, * 1. januar 1788, Dijon, Côte-d'Or, Francija, † 9. november 1856, St. Louis, Missouri, ZDA. Bil je ustanovitelj političnega gibanja z imenom ikarijanstvo. Njegov cilj je bil zamenjati kapitalistično proizvodnjo z delavskimi zadrugami. Postal je eden najbolj znanih zagovornikov socializma tistega časa. 

## Življenje in delo
Cabet se je rodil 1. januarja leta 1788 v Dijonu v francoskem departmaju Côte-d'Or. Maja leta 1812 je diplomiral iz prava in se štiri leta pozneje preselil v Pariz, kjer je delal za Felixa Nicoda, bogatega in vplivnega odvetnika, ki je imel zveze z anti-monarhisti. Cabet se je z njimi močno povezal ter začel kariero politično-družbenega aktivista, ki se ji je posvečal celo svoje nadaljnje življenje. Sodeloval je v revoluciji leta 1830 in bil za nagrado imenovan za generalnega državnega tožilca na Korziki in za predstavnika v nižjem domu francoske skupščine. Kmalu je bil odstavljen s tega položaja zaradi napada na vladne konservativce v delu Zgodovina revolucije 1830 (1832). Hitro je postal razočaran nad vladavino Ludvika Filipa I., zato je leta 1833 pod njegovim okriljem začel izhajati protivladni časopis Popularno. Zaradi porasta revolucionarnih idej, izraženih v tem časopisu, je leta 1834 zbežal v Anglijo, da bi se izognil smrtni obsodbi. Do vrnitve v Francijo leta 1839 je močno pod vplivom Roberta Owena in Thomasa Mora (ter njegovega dela Utopija), napisal tudi dve knjigi: Popularno zgodovino francoske revolucije (1839) in svoje najbolj znano delo, novelo Potovanja in avanture lorda Williama Carisdalla v Ikarijo (1840). V Franciji je zagovarjal komunistično socialno in politično gibanje, leta 1841 je oživil časopis Popularno, ki je bil najbolj bran med francoskim delavskim slojem, vplival je na številne socialistične mislece in pisatelje. 3. februarja leta 1848 je okoli 70 Cabetovih privržencev zapustilo francoski Le Havre, da bi na milijon hektarjev velikem ozemlju v južnem Denton Countyju v Teksasu ustvarili okolje s komuno, kot ga opisuje ta novela. Njihovo prizadevanje je bilo ustvariti Obljubljeno deželo oziroma raj na Zemlji. Sklenili so družbeno pogodbo, ki je Cabeta določala za vodjo njihove skupnosti. Maja istega leta so prispeli na želeno ozemlje, a so ugotovili, da je njihovega le ena desetina predvidenega ozemlja, in še ta je lahko njihova le pod številnimi nemogočimi pogoji. Nevajeni tamkajšnjega podnebja so se preživeli naseljenci razočarani in bolehni od malarije vrnili v New Orleans, kjer se jim je pridružil Cabet z drugo, novo skupino Ikarijancev, ki so prispeli iz Francije. Kasneje tega meseca je del ikarijanske skupnosti odpotoval na sever v mesto Nauvoo v državi Illinois, ki so ga 2 leti prej zapustili mormoni. Ob vrnitvi v New Orleans so Cabetu sporočili, da bi bilo izpraznjeno mesto idealna lokacija za novo ikarijansko skupnost. Cabet je z 280 podporniki zapustil New Orleans in prispel v Nauvoo 15. marca leta 1849 ter tam ustanovil skupnost s kmetijsko zadrugo. Nauvoojska skupnost pa je imela veliko finančnih in ostalih težav že od začetka, predvsem so Cabetu zamerili občasno avtoritarno in diktatorsko vedenje, ko je s serijo ediktov in popolno podrejenostjo ljudstva želel rešiti krizo. Cabet je tudi predlagal, da se ga razglasi za predsednika za obdobje štirih let, s čimer se veliko ljudi ni strinjalo. Maja leta 1851 se je moral Cabet tudi vrniti v Francijo, da bi poravnal obtožbe goljufije zoper sebe pri promociji ameriških ikarijanskih projektov. Po zmagi nad obtožbami se je vrnil v Nauvoo in leta 1854 postal državljan ZDA. A jeseni leta 1856 je nauvoojska skupnost razpadla zaradi finančnih problemov in številnih notranjih prepirov. Cabet je s 180 preostalimi privrženci šel v St. Louis v Missouriju, da bi ustanovil novo, že tretjo skupnost. Teden po prispetju, 8. novembra leta 1856, je umrl. Ikarijanske skupnosti so v Združenih državah obstajale še do leta 1898.

## Nazori, načela in mišljenje
Cabet je svoj model utopične družbe na temelju komunizma predstavil v svoji najslavnejši knjigi Potovanja in avanture lorda Williama Carisdalla v Ikarijo, kjer je opisal svoje idealno mesto, in si pridobil simpatije številnih francoskih delavcev, ki so si tako družbeno ureditev predstavljali kot idealno. Knjiga je pravzaprav refleksija Morove Utopije in Rousseaujeve romantike. Cabetova filozofija je temeljila na ideji, da okolje določa in izoblikuje človeško naravo in da bi bili ljudje, ki so sami po sebi racionalni in pravični, sposobni ustvariti popolno družbeno skupnost, če bi bili postavljeni v ustrezno okolje, ki je preprosto, čisto in čim bližje naravi. Rešitev za človeške pomanjkljivosti je po Cabetu vrnitev k preprostemu, primitivnemu gospodarstvu, kjer zasebna lastnina in sebičnost nikoli nista obstajali.
Cabet je prvi človek, ki je sebe označil za komunista (leta 1840). Verjel je tudi, da se krščanstvo in komunizem ne izključujeta, kot je splošno mnenje ljudi, saj oba poudarjata bratstvo in enakost ljudi, sočutnost in strmenje k skupnemu dobremu ter pacifizem. Kristusa je označil za komunista v skupnosti svojih apostolov. Svoje poglede na krščanstvo in komunizem je predstavil v delu Pravo krščanstvo po Jezusu Kristusu, ki opisuje Kristusovo težnjo po vzpostavitvi družbene enakosti.
Cabet je verjel, da je družbeni napredek mogoče doseči s sposobno oblastjo in kvalitetno izobrazbo obeh spolov. Njegovo delovanje in ideje so imele vpliv tudi na druge pomembne socialistične pisatelje in filozofe, na primer na Karla Marxa in Friedricha Engelsa.

## Dela
- Zgodovina revolucije 1830 in razjasnitev ter razlaga situacije z revolucijami 1789, 1792, 1799, 1804 in restavracijo (Histoire de la Révolution de 1830 et situation présente expliquée et éclairée par les révolutions de 1789, 1792, 1799, 1804 et par la Restauration, 1832);
- Potovanja in avanture Lorda Williama Carisdalla na Ikariji (Voyages et aventures de Lord William Carisdall en Icarie, objavljeno pod psevdonimom, 1839);
- Kako sem postal komunist (Comment je suis communiste, 1840);
- Popularna zgodovina francoske revolucije od 1989 do 1830 (Histoire populaire de la Révolution française de 1789 à 1830, 1840);
- Potovanje na Ikarijo (Voyage en Icarie, 1842);
- Ženska, njena nesreča v aktualni družbi in sreča v komunistični družbi (La Femme, son malheureux sort dans la société actuelle, son bonheur dans la communauté, 1844);
- Delavec, njegova sedanja beda, njen vzrok in zdravilo, njegova bodoča sreča v komunizmu, sredstva za njegovo vzpostavitev (L’Ouvrier, ses misères actuelles, leur cause et leur remède, son futur bonheur dans la communauté, moyens de l’établir, 1846);
- Pravo krščanstvo po Jezusu Kristusu (Le Vrai Christianisme suivant Jésus-Christ, 1846);
- Realizacija komune v Ikariji (Réalisation de la communauté d’Icarie, 1847).